# Mlýnec (Kopidlno)
Mlýnec (místně Mlejnec, Mlejnice) je vesnicí města Kopidlna v okrese Jičín. Jméno pochází od mlýna, který zde stával a byl poháněn vodou kanálem z říčky Mrliny.
V roce 2009 měl 72 popisných čísel a necelých 100 trvale žijících obyvatel. Většinu domů vlastní chalupáři, kteří počet obyvatel zvláště v letním období znásobují. Obci vévodí školní budova, škola je však od roku 1970 zrušena. V budově se nachází kulturní místnost, v 1. patře je stále aktivní místní knihovna. Ves si vede svoji obecní kroniku. V místě není obchod. Intenzivní zemědělskou činnost zde provádějí soukromí podnikatelé a Zemědělské družstvo Perseus z Běchar. V blízkosti Mlýnce je u rybníka Bučice vzorová biofarma s ubytováním, stylovou hospůdkou nad vodou a chovem mnoha druhů domácího zvířectva.
Mlýnec je známý největším rybníkem na Jičínsku – Zrcadlem (70 ha) s výskytem vzácného vodního ptactva, pro které byla toto oblast zahrnuta do chráněné ptačí rezervace v rámci systému Natura 2000. Ves je ze všech stran obklopena lesy, které jsou vyhlášeným houbařským rájem. Lesy jsou převážně listnaté a nacházejí se v nich všechny druhy kvalitních hub.
Veřejná doprava je zajištěna pouze vlakem, Mlýnec je zastávkou na trati Nymburk – Jičín.